# كاثوليكية سياسية
تهدف الكاثوليكيّة السياسيّة إلى معالجة المواضيع التي تتشارك فيها الكنيسة الكاثوليكيّة والسياسة أرضيّة مشتركة.

## خلفيّة حول الموضوع
وفقاً لمؤتمر الولايات المتحدة للأساقفة الكاثوليك فإنّ «فصل الكنيسة عن الدولة لا يتطلب فصل الإيمان الشخصي عن السلوك العامّ، أو بين المبادئ الأخلاقية والخيارات السياسية، لكنّه يحمي حق المؤمنين والجماعات الدينية في ممارسة دينهم والتصرف بناء على قيمهم في الحياة العامة».

## القرن التاسع عشر
الكاثوليكيّة السياسيّة هو مفهوم سياسيّ وثقافي يروّج للأفكار والتصرّفات الاجتماعية الخاصّة بالكنيسة الكاثوليكية (التعليم الاجتماعي الكاثوليكي) في الحياة العامة من خلال العمل الحكومي.
بدأت الكاثوليكية السياسيّة كبرنامج وكحركة من قبل البروسيين الكاثوليك في النصف الثاني من القرن التاسع عشر، كردّ فعلٍ على المفاهيم الاجتماعية العلمانيّة، وكانت هي السبب الرئيسي في محاولة المستشار أوتو فون بسمارك للحد من نفوذ الكنيسة الكاثوليكية، في بروسيا أولًا ثم في ألمانيا الموحدة، ويُعرف هذا الصراع في المراجع التاريخية باسم (بالألمانية: Kulturkampf) باللغة الألمانية.
ومن ألمانيا، بدأت الحركات الاجتماعية السياسية الكاثوليكية تنتشر في الإمبراطورية النمساوية المجرية، وتنشط اليوم بشكل خاص في النمسا وأوكرانيا وسلوفينيا وكرواتيا. العمل الكاثوليكي وهو اسم لمجموعات كثيرة من الكاثوليك المُنظمين الذين كانوا يحاولون تشجيع النفوذ الكاثوليكيّ في المجتمع السياسيّ.
بعد المنشور البابويّ المسمّى (منشور التغيير السياسي) (باللغة اللاتينية: Rerum novarum) الذي كتبه البابا ليون الثالث عشر في عام 1891، حصلت الحركات الكاثوليكيّة السياسيّة على دفعةٍ جديدةٍ للّتنمية، وبذلك زادت من المساحات التي تنشط بها. فوسّعت الكنيسة الكاثوليكية بعد هذا المنشور اهتمامها بالقضايا الاجتماعية والاقتصادية والسياسية والثقافية، ودعت إلى تحول جذري في المجتمع الغربي في القرن التاسع عشر في مواجهة التأثيرات الرأسمالية. بعد إصدار الوثيقة، بدأت الحركة العمّالية -التي تعثرت في السابق- بالازدهار في أوروبا، وفي وقت لاحق في أمريكا الشمالية. كان لدى المؤمنين الكاثوليك، سواء من العلمانيّين أو رجال الدين على حد سواء، الرغبة في المشاركة الاجتماعيّة والسياسيّة الفعالة من أجل التعامل مع المشاكل الاجتماعيّة الحادّة وفقًا للمبادئ المسيحية الكاثوليكية، في مقابل مقاربة علمانية بحتة.[بحاجة لمصدر] فعلى سبيل المثال، كانت ماري هاريس جونز والمعروفة باسم «الأم جونز»، والمجلس الوطني الكاثوليكي للرعاية أساسيين في حملة إنهاء عمل الأطفال في الولايات المتحدة خلال أوائل القرن العشرين.

## الحركات الكاثوليكية في القرن العشرين
أصبحت الحركات السياسية الكاثوليكية في القرن العشرين قويّةً للغاية في بلدان مثل إسبانيا وإيطاليا وألمانيا والنمسا وبلجيكا وجمهورية أيرلندا وفرنسا وأمريكا اللاتينية. وكان الشيء المشترك بين جميع تلك الحركات هو الدفاع عن الحقوق المكتسبة للكنيسة الكاثوليكية (التي هاجمها السياسيون المعارضون لسيطرة القساوسة) والدفاع أيضاً عن الإيمان المسيحي والقيم الأخلاقية (الذان يهدّدان انتشار العلمانيّة). أطلق أعضاء المدارس (المعارضة لهذه الأفكار) على تلك المحاولات اسم الأكليروسيّة وهو ما يعني (نفوذ رجال الدين على السياسية في البلد والمعروف بالانكليزية باسم Clericalism)
طوّرت هذه الحركات الكاثوليكية أشكالاً مختلفة من أيديولوجية الديمقراطيّة المسيحية، والتي تروّج عموماً للأعمال المحافظة أخلاقياً واجتماعياً مع دعم الطريق الثالث الوسطي بين الرأسمالية غير المقيدة واشتراكية الدولة. كان ينظر إلى الماسونيّين بشكل رئيسي كأعداء ومعارضين أشدّاء للكاثوليكيّة السياسيّة. حدثت حالة خاصة في المكسيك، عندما حكم البلاد في عشرينات القرن الماضي رئيسٌ ملحدٌ وهو بلوتاركو إلياس كاليس واضطهد الكنيسة والكاثوليك. وأدّى ذلك إلى إشعال الثورة المسيحية المفتوحة من 1926 إلى 1929، والتي تُعرف باسم المعروفة باسم حرب كريستيروس.
.

## بعض اهمّ الأحزاب السياسية الهامة
- الحزب الكاثوليكيّ المحافظ في سويسرا - 1848؛
- الحزب الكاثوليكيّ في بلجيكا - 1869؛
- حزب الوسط الألماني الذي تعود أصوله إلى عام 1870؛
- الحزب الاجتماعي المسيحي في النمسا - 1893؛
- العمل الشعبوي الليبرالي في فرنسا - 1901؛
- الرابطة العامّة لتجمعات الرومان الكاثوليك في هولندا - 1904، وتحولت إلى حزب الدولة الرومانية الكاثوليكية في عام 1926؛
- حزب الشعب السلوفاكي - 1918؛
- الحزب الشعبي الكرواتي - 1919؛
- الحزب الشعبي الإيطالي - 1919؛
- الحزب الديمقراطي المسيحي في بولندا - 1919؛
- حزب الشعب البافاري - 1919؛
- الرابطة الوطنية للدفاع عن الحرية الدينية في المكسيك - 1924؛
- حزب العمال الديمقراطي في أستراليا – 1955؛

حصل المزيج الذي اقترحه فرانشيسكو فرانكو من الكاثوليكية والقوميّة على اسمه الخاصّ (الكاثوليكية القومية) وألهم هذا المزيج حركات مماثلة في جميع أنحاء أوروبا.
بالإضافة إلى الأحزاب السياسية، تم إنشاء النقابات العمالية الكاثوليكية/ المسيحيّة، والتي ناضلت من أجل حقوق العمال. أقدم هذا النقابات كانت:
- اتّحاد عمال المطابع في اسبانيا (1897)؛
- اتّحاد التضامن في جنوب افريقيا (1902)؛
- اتّحاد نقابات العمال المسيحية في بلجيكا (1904)؛
- اتّحاد العمال الكاثوليك في المكسيك (1908)؛
- الاتّحاد الدوليّ لنقابات العمال المسيحيّة (IFCTO)، في لاهاي الهولندية عام 1920 (سبقتها الأمانة الدولية لنقابات العمال المسيحية التي تأسست في زيوريخ في عام 1908، وتحوّل الاتحاد العالمي للعمل (WCL) إلى ما يسمّى اليوم باتّحاد النقابات الدولي (ITUC))؛
- الاتّحاد الفرنسيّ للعمال المسيحييّن (1919)؛
- اتّحاد لوكسمبورغ لنقابات العمال المسيحية (1921)؛
- الاتّحاد الكنديّ الكاثوليكيّ للعمال (1921)؛
- العمال المسيحييّن الشباب في بلجيكا (1924)؛
- حركة العمال الكاثوليك في الولايات المتّحدة الأمريكيّة (من عام 1933).

بعد الحرب العالمية الثانية، تم تشكيل المزيد من الاتّحادات، بما في ذلك:
- اتّحاد نقابات عمال إيطاليا (منذ عام 1950)؛
- اتّحاد نقابات العمال المسيحييّن بألمانيا (منذ عام 1959)؛
- اتّحاد العمال المسيحييّن في بليز (من عام 1963)؛
- حركة تضامن في بولندا (من عام 1980).